# 라지푸드급 구축함
라지푸드급 구축함은 인도 해군의 구축함이다. 만재배수량 4,900톤으로, 러시아의 카신급과 같은 크기이다. 5척이 계획됐으며, 5척이 건조됐고, 5척을 운용중이다. 이스라엘제 3차원 대공 레이다가 탑재되어 있다. 소련제 카신급 구축함의 개량형이라고 볼 수 있다.

## 동급 함정
| 함번 | 함명     | 취역식           | 퇴역 | 기항         |
| ---- | -------- | ---------------- | ---- | ------------ |
| D-51 | 라지푸드 | 1980년 9월 30일  |      | 비사카파트남 |
| D-52 | 라나     | 1982년 6월 28일  |      | 비사카파트남 |
| D-53 | 란지트   | 1983년 11월 24일 |      | 비사카파트남 |
| D-54 | 란비르   | 1986년 10월 28일 |      | 비사카파트남 |
| D-55 | 란비자이 | 1988년 1월 15일  |      | 비사카파트남 |

## 라지푸드급 구축함의 탐지장비 EL/M-2238

### 스펙(제원)
- 종류 : 3차원 대공 레이다
- 레이다 탐지거리 : 350km
- 밴드 : S 밴드
- 제조국 :  이스라엘
- 무게 : 1.5톤

### 레이다 탐지거리
- 고고도 전투기 목표물 : 250km 이상.
- 저고도 순항미사일 : 28km 이상.

### 이스라엘제 해상 레이다 종류
- 이스라엘 - EL/M-2248 탐지거리 250km
- 이스라엘 - EL/M-2258 탐지거리 120km
- 이스라엘 - EL/M-2238 탐지거리 200~300km
- 이스라엘 - ELM-2228X 탐지거리 75km

## 같이 보기
- 델리급 구축함 - 라지푸드급 구축함의 다음 함급.
- 콜카타급 구축함 - 델리급 구축함의 다음 함급.
- 무라사메급 호위함
- 충무공이순신급 구축함